# 송파어린이도서관
송파어린이도서관은 서울특별시 송파구에 있는 어린이 전용 전용 도서관이다. 이용은 누구나 가능하다.
2009년 4월 30일 개관, 2020년 현재 송파문화재단에서 위탁운영하고 있다.

## 위치 및 이용안내
- 위치 : 서울 지하철 2호선 잠실새내역 5번 출구 (도보로 약 5분거리)
- 주차 : 4~5대 정도 주차 가능. 무료. (대중교통 이용을 권장한다)
- 운영시간 : 오전 9시 ~ 오후 6시.
- 휴관일 : 월요일 및 법정공휴일, 기타 관장이 정한 날.
- 대출권수 : 5권.
- 대출연장 : 1회 가능, 7일 연장. (홈페이지 이용 단, 타인이 예약했을 경우 연장이 안됨)

## 회원가입
카드 한장으로 송파구립도서관 통합홈페이지에 있는 모든 도서관을 이용할 수 있다.
전자도서관과 잠실나루역 1번 출구에 있는 스마트 도서관(무인 자판기 형태)을 이용하기 위해서도 필요하며,
도서관 대출카드를 만들지 않으면 도서관 방문 이용에 제한은 없으나, 도서 대출은 할 수 없다. 발급비용은 무료이다. 재발급도 가능하다. (1,000원의 수수료 있음)
- 필요서류

1. 송파구립도서관 통합홈페이지 가입
2. 도서관에 방문 성인은 신분증, 영유아는 주민등록등본(최근 3개월 이내 발급본)+보호자 신분증 제시

도서관 대출카드를 만든 후에는, 스마트폰 애플리케이션 리브로피아(Android, iOS)를 이용해 실물 카드 없이 스마트폰으로도 이용할 수 있다.

## 시설현황
1층에는 영유아 도서와 약간의 일반도서, 2층에는 초등용 도서가 있다. 3층은 주로 전시공간으로 쓰인다.
자료는 2020년 현재 약 10만여권이 있다.
- 옥상: 하늘정원
- 3층: 도움방(사무실), 물동그라미 극장(전시 및 영화상영)
- 2층: 아동 자료실, 슬기방(잡지, 신문), 월드존(영어책)
- 1층: 영유아 자료실, 도란도란(현관입구), 아기방(영유아방), 꼬마월드존(유아영어책)
- 지하1층: 아롱방, 다롱방(프로그램 진행), 보존서고

## 기타
- 도서관에는 신발을 벗고 들어간다.
- 도서관 후문에 도서반납함이 있다. (운영시간 외 이용 가능)
- 도서관에서 진행하는 프로그램은 모두 홈페이지로만 접수를 받으니 수시로 도서관 홈페이지를 확인하는 것이 좋다.
- 일러스트 작가와의 만남을 할때에는, 이미 인정 받고 있거나, 라이징 작가들이 주로 섭외된다.
- 분기별로 [다섯친구] 라는 도서관 소식지를 발행하며, 이중 '도서관 명탐정'이라는 코너가 아이들에게 인기가 많다.
- 도서관 규모에 비해 이용자가 많고 직원이 적다.

- 어린이도서관이라 어느 정도 소음은 감수해야 한다.
- 어린이 대상 프로그램 외에 성인을 대상으로 한 문화프로그램도 많다.
- 도서관 마스코트는 송이&파파이다.